# Pianola

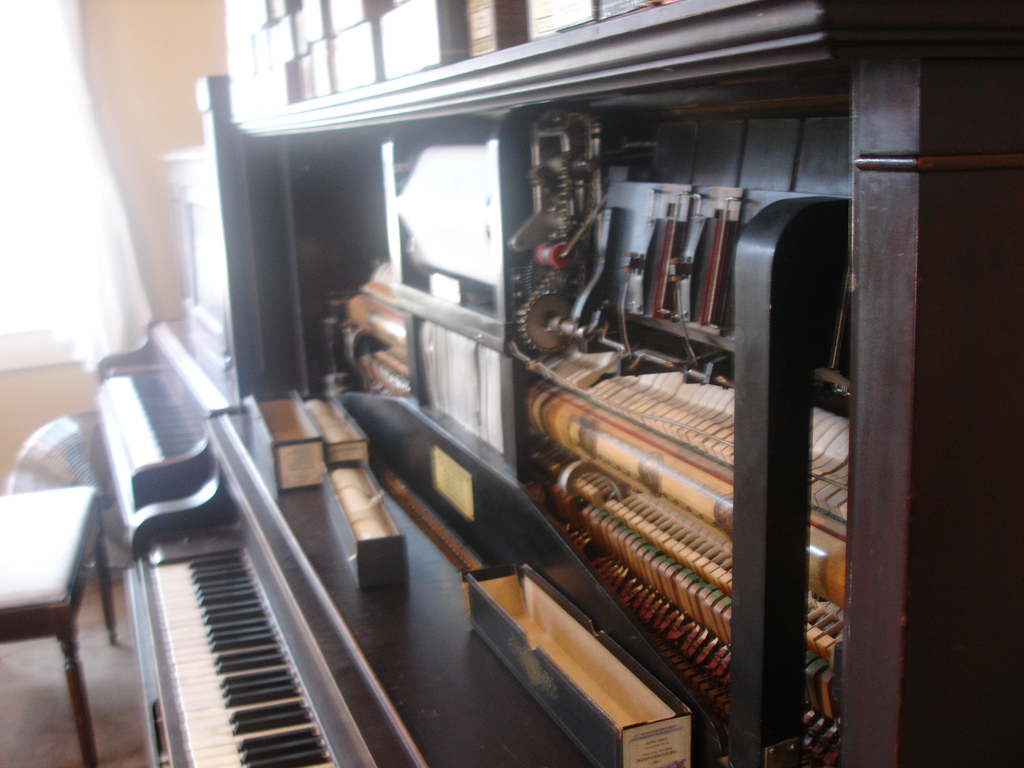
Självspelande piano.

Pianola är en populärbenämning för ett självspelande piano. Pianola var egentligen ett varunamn på en av de mest tillverkade självspelande pianon. Den första pianolan konstruerades i USA på 1890-talet.
De kan ofta ses som rekvisita i westernfilmer. Som underhållare på caféer, pubar, ishallar och alla slags nöjeslokaler var de försedda med myntautomatik som vid erläggandet av en slant spelade en glad melodi. De fungerade som en föregångare till jukeboxen. 
Det fanns dessutom flera olika varianter av piano- eller orgelbaserade musikautomater med flera instrument. Dessa brukar kallas för orchestrion. Gemensamt för dem är att automatiken oftast baseras på vakuumprincipen som drivkraft och med en perforerad pappersremsa som styrning för vad som spelas. Avancerade instrument kunde också variera både tempo och anslag genom hålen i den kodade pappersrullen. Musik till pappersrullarna kodades oftast manuellt från noter men i början av 1900-talet hade man konstruerat inspelningspianon som gjorde det möjligt att låta berömda pianister och kompositörer spela in sina tolkningar av ett musikstycke som sedan perforerades och då kunde återskapa pianistens tolkning med en förbluffande kvalitet. De pianon som kan återge sådana rullar kallas ofta för reproducing piano eller reproducers. 
(Modellen med en rulle som rullas upp med stansar (tecken) som symboler för tonerna, används även symboliskt, inom digital musikteknik för att visualisera en MIDI-fil i en sequenser eller en DAW.  )
De första amerikanska självspelande piano med pappersrulle som databärare såg dagens ljus 1895 i Detroit. Innan dess fanns det självspelande pianon där en stor trärulle med stift i, liknande en stor cylinder till en speldosa innehöll melodien. Dessa tillverkades redan på 1800-talet i Tyskland, Frankrike och Italien och kallades ofta för gatupiano eftersom de drogs omkring på en kärra och fungerade som ett positiv.   
Piano mecanique var ett slags pianino, som kunde begagnas dels såsom ett vanligt sådant, dels som ett slags positiv, i vilket senare fall däri insattes en vev, som kringvreds av högra handen under det den vänstra, i falsarna på instrumentets bordsskiva lade in små träskivor, på undre sidan försedda med stift, som där, allt eftersom skivorna genom en särskild mekanik sköts fram, medelst utväxling satte tangenterna i rörelse. Sådana träskivor, gjorda för att återge vilken slags pianomusik som helst, kunde erhållas på beställning, varigenom man sålunda kunde låta instrumentet spela upp de svåraste kompositioner, vilka alltid återgavs med största noggrannhet. Tempot reglerades genom vevens hastigare eller långsammare vridning; starkt eller svagt anslag åstadkom instrumentet självt genom de, vid erforderliga tillfällen verksamma, pedalerna. Instrumentet visades första gången på Londonutställningen 1851 av fransmannen A. Debain.